# Kiesza

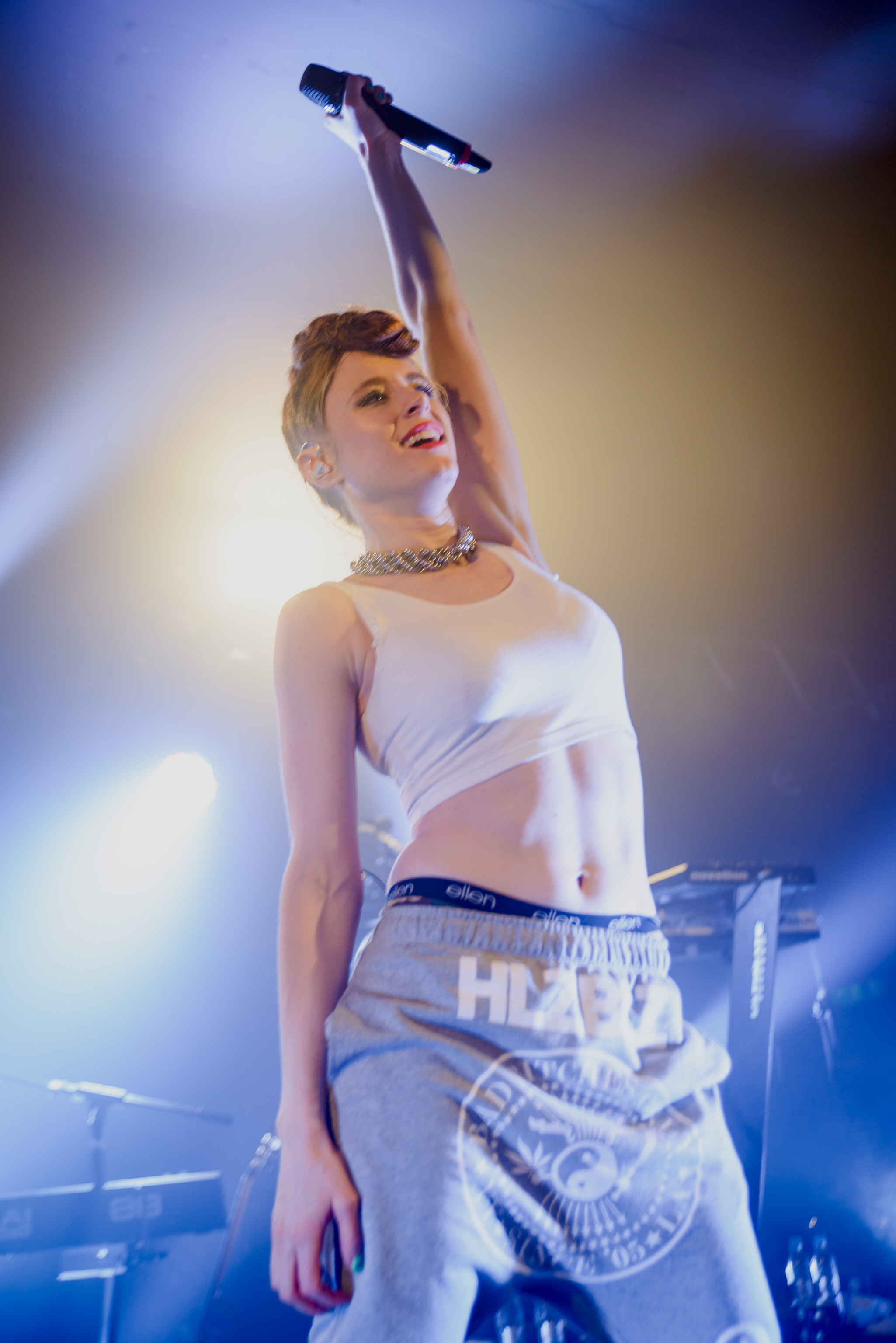
Kiesza in München (2015)

Kiesa Rae Ellestad, Künstlername Kiesza [ˈkaɪza], (* 16. Januar 1989 in Calgary, Alberta) ist eine kanadische Singer-Songwriterin. Sie ist insbesondere für ihre Debütsingle Hideaway bekannt.

## Leben
Kiesza wurde in Calgary geboren und wuchs auch dort auf. Sie ist norwegischer Abstammung. Ihre Vorfahren stammen aus Fagernes in Norwegen. Kiesza war im Alter von 16 Jahren aktive Seglerin bei SALTS (Sail and Lifetime Training Society), wo sie sich nach eigenen Angaben erstmals fürs Musizieren begeisterte. Ein Jahr später trat sie zusammen mit ihrem Bruder als Reservistin der Royal Canadian Navy bei, bei der sie als Code-Entschlüsslerin arbeitete. Nebenbei nahm sie auch beim Schönheitswettbewerb Miss Universe Canada teil. Während ihrer Zeit bei der Navy verschenkte sie 4500 Exemplare ihrer Debüt-CD an in Afghanistan stationierte kanadische Soldaten.
Mit 18 Jahren schrieb sie ihr erstes Lied. Anlass war die Trennung ihrer Eltern. Dieses gelangte schnell ins Radio und verhalf ihr zur Aufnahme eines Demotapes.

## Musikalische Karriere

### Frühe Anfänge

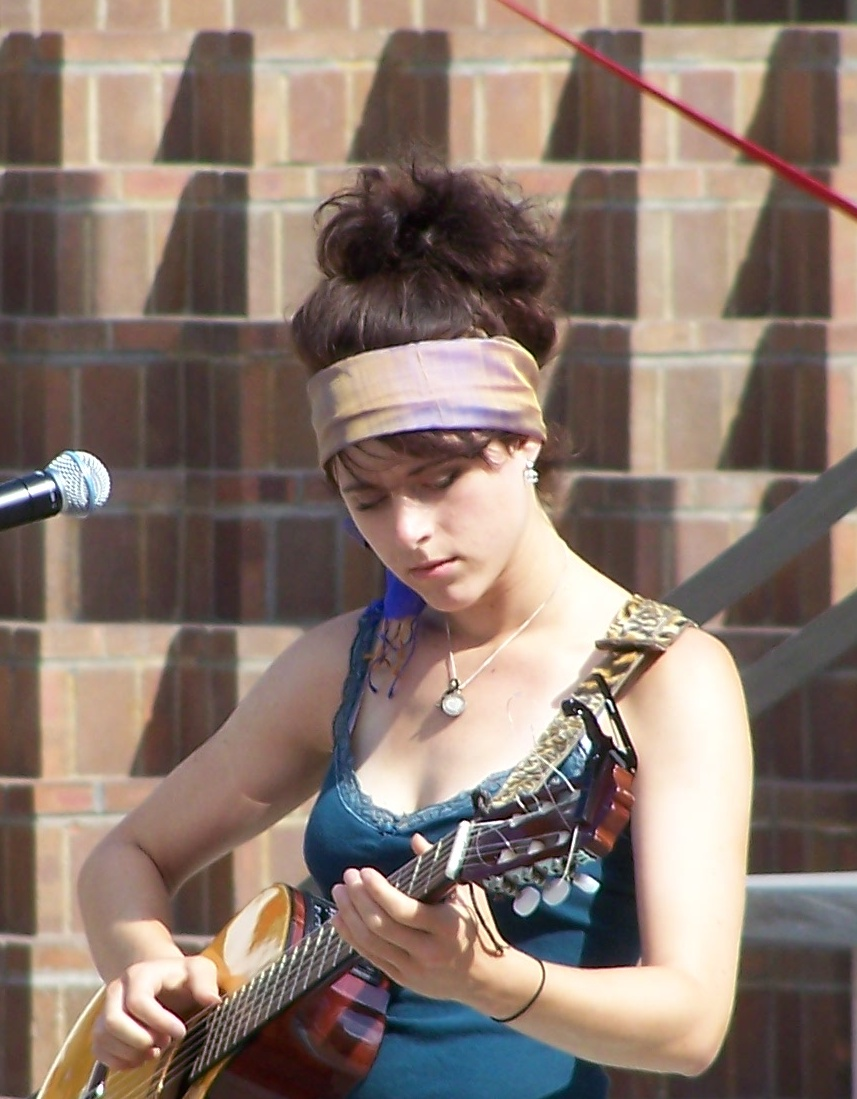
Kiesza bei einem Auftritt auf der Olympic Plaza in der Innenstadt von Calgary im Juli 2007

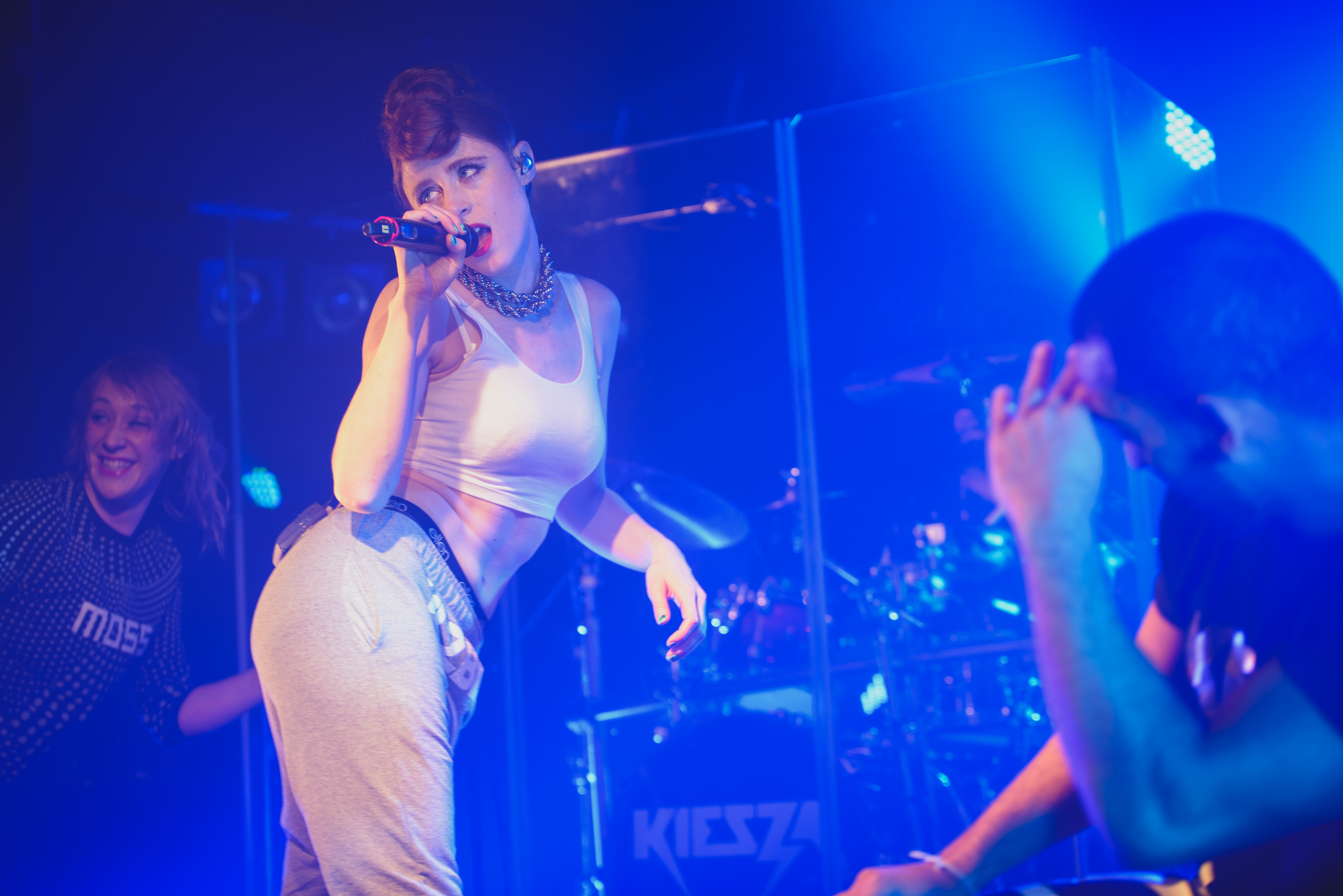

Der Radiosender CKUA wählte sie aus, um live in Tom Coxworths Radioshow aufzutreten.
Kurz danach wurde sie am Selkirk College in Nelson aufgenommen, wo sie Keyboard, Gesang und Gitarre studierte. Als nächstes bekam Kiesza ein Stipendium um das Berklee College of Music in Boston besuchen zu können. Nachdem sie Berklee besucht hatte, ging sie nach New York City, um ihre musikalische Karriere voranzubringen. Obwohl Kiesza früher hauptsächlich als Folksängerin tätig war, wandelte sie ihren Musikstil zu einem „schnelleren Sound“, für welchen sie mit dem Produzenten Rami Samir zusammenarbeitete. Im Jahr 2010 wurde sie ausgewählt, auf dem Canada Day auf dem Trafalgar Square in London vor 30.000 Menschen zu spielen. Im Jahr 2013 war Kiesza auf der Single Triggerfinger von Donkeyboy zu hören.
Kiesza schrieb auch Stücke für andere Künstler, wie Rihanna, Kylie Minogue und Icona Pop.

### 2014: Hideaway
Im Februar 2014 veröffentlichte Kiesza das Video für ihre Single Hideaway über das Indie-Label Lokal Legend. Idolator sah es als einzigartig an, da das Video ungeschnitten als One Shot gedreht wurde und Kiesza dabei zeigt, wie sie durch eine Straße in Brooklyn läuft und tanzt. John Gentile vom Rolling Stone nannte ihren Stil „eindrucksvoll“. Es wurde von Annie Mac bei ihrer Sendung im BBC Radio 1 uraufgeführt. Hideaway debütierte am 26. April 2014 auf Platz eins der UK Single Charts.
Kurz nachdem Hideaway aufgezeichnet worden war, veröffentlichte Kiesza ein neues Video für ihr Cover von Haddaways Lied What Is Love. Das Debütalbum Sound of a Woman erschien im Oktober 2014. Bei den Juno Awards 2015 wurde sie als „Breakthrough Artist of the Year“ sowie für Sound of a Woman mit dem Award für „Dance Recording of the Year“ ausgezeichnet.
Im Juni 2017 hatte sie einen Autounfall in Toronto, bei dem sie ein Schädel-Hirn-Trauma erlitt und der sie zu einer Karrierepause zwang. Eigenen Angaben zufolge leidet sie weiter an den Folgen des Unfalls; sie begann aber einige Zeit nach dem Unfall wieder Musik herauszugeben. Im Jahr 2023 zog sie nach Lillehammer in Norwegen, wo sie am Lillehammer Institute of Music Production and Industries (LIMPI) zu arbeiten begann.

## Diskografie

### Studioalben
| Jahr | Titel            | Höchstplatzierung, Gesamtwochen, AuszeichnungChartplatzierungen (Jahr, Titel, Platzierungen, Wochen, Auszeichnungen, Anmerkungen) | Höchstplatzierung, Gesamtwochen, AuszeichnungChartplatzierungen (Jahr, Titel, Platzierungen, Wochen, Auszeichnungen, Anmerkungen) | Höchstplatzierung, Gesamtwochen, AuszeichnungChartplatzierungen (Jahr, Titel, Platzierungen, Wochen, Auszeichnungen, Anmerkungen) | Höchstplatzierung, Gesamtwochen, AuszeichnungChartplatzierungen (Jahr, Titel, Platzierungen, Wochen, Auszeichnungen, Anmerkungen) | Höchstplatzierung, Gesamtwochen, AuszeichnungChartplatzierungen (Jahr, Titel, Platzierungen, Wochen, Auszeichnungen, Anmerkungen) | Höchstplatzierung, Gesamtwochen, AuszeichnungChartplatzierungen (Jahr, Titel, Platzierungen, Wochen, Auszeichnungen, Anmerkungen) | Anmerkungen                            |
| Jahr | Titel            | DE | AT | CH | UK | US | CA | Anmerkungen                            |
| ---- | ---------------- | --- | --- | --- | --- | --- | --- | -------------------------------------- |
| 2008 | Kiesza           | — | — | — | — | — | — | Erstveröffentlichung: 2008             |
| 2014 | Sound of a Woman | DE10 (12 Wo.)DE | AT18 (1 Wo.)AT | CH14 (7 Wo.)CH | UK40 (2 Wo.)UK | US42 (1 Wo.)US | CA14 (1 Wo.)CA | Erstveröffentlichung: 17. Oktober 2014 |
| 2020 | Crave            | — | — | — | — | — | — | Erstveröffentlichung: 14. August 2020  |

### EPs
- 2014: Hideaway
- 2018: Weird Kid
- 2020: Dark Tales
- 2022: Tommy

### Singles als Leadmusikerin
| Jahr | Titel Album                        | Höchstplatzierung, Gesamtwochen, AuszeichnungChartplatzierungen (Jahr, Titel, Album, Platzierungen, Wochen, Auszeichnungen, Anmerkungen) | Höchstplatzierung, Gesamtwochen, AuszeichnungChartplatzierungen (Jahr, Titel, Album, Platzierungen, Wochen, Auszeichnungen, Anmerkungen) | Höchstplatzierung, Gesamtwochen, AuszeichnungChartplatzierungen (Jahr, Titel, Album, Platzierungen, Wochen, Auszeichnungen, Anmerkungen) | Höchstplatzierung, Gesamtwochen, AuszeichnungChartplatzierungen (Jahr, Titel, Album, Platzierungen, Wochen, Auszeichnungen, Anmerkungen) | Höchstplatzierung, Gesamtwochen, AuszeichnungChartplatzierungen (Jahr, Titel, Album, Platzierungen, Wochen, Auszeichnungen, Anmerkungen) | Höchstplatzierung, Gesamtwochen, AuszeichnungChartplatzierungen (Jahr, Titel, Album, Platzierungen, Wochen, Auszeichnungen, Anmerkungen) | Anmerkungen                                              |
| Jahr | Titel Album                        | DE | AT | CH | UK | US | CA | Anmerkungen                                              |
| --- | ---------------------------------- | --- | --- | --- | --- | --- | --- | -------------------------------------------------------- |
| 2014 | Hideaway Sound of a Woman          | DE5 Platin · (43 Wo.)DE | AT17 (36 Wo.)AT | CH5 Gold · (40 Wo.)CH | UK1 ×2Doppelplatin · (41 Wo.)UK | US51 Gold · (14 Wo.)US | CA5 Platin · (22 Wo.)CA | Erstveröffentlichung: 11. April 2014 Verkäufe: 2.379.000 |
| 2014 | Giant in My Heart Sound of a Woman | DE11 (13 Wo.)DE | AT53 (3 Wo.)AT | CH48 (2 Wo.)CH | UK4 (5 Wo.)UK | — | CA52 (17 Wo.)CA | Erstveröffentlichung: 8. August 2014                     |
| 2014 | No Enemiesz Sound of a Woman       | — | — | — | UK30 (2 Wo.)UK | — | — | Erstveröffentlichung: 23. November 2014                  |
| Folgende Lieder erschienen nicht als Single, wurden aber durch das Album zum Download und Streaming bereitgestellt und konnten somit eine Platzierung erlangen: |                                    | | | | | | |                                                          |
| |                                    | | | | | | |                                                          |
| 2014 | What Is Love Sound of a Woman      | DE85 (2 Wo.)DE | — | — | — | — | — | Charteinstieg: 21. November 2014 Original: Haddaway      |

Weitere Singles
- 2015: Sound of a Woman
- 2015: Cut Me Loose (SeeB Remix)
- 2015: Give It to the Moment (feat. Djemba Djemba)
- 2017: Dearly Beloved
- 2018: Mother (vs. Chris Malinchak)
- 2018: Phantom of the Dance Floor (feat. Philippe Sly)
- 2018: Weird Kid (mit Chris Malinchak)
- 2018: 3 Hos (mit Malinkiesza)
- 2019: Sweet Love
- 2019: Naked (With My Headphones On) (mit Rat City)
- 2019: You’re the Best
- 2020: When Boys Cry
- 2020: I Think That I Like You (mit Tom Ferry)
- 2020: All of the Feelings
- 2020: Crave
- 2020: Storm
- 2020: Love Me with Your Lie
- 2020: Sensuum Defectui
- 2021: Tectonic
- 2022: Passenger
- 2022: One More Time

### Singles als Gastmusikerin
| Jahr | Titel Album                                    | Höchstplatzierung, Gesamtwochen, AuszeichnungChartplatzierungen (Jahr, Titel, Album, Platzierungen, Wochen, Auszeichnungen, Anmerkungen) | Höchstplatzierung, Gesamtwochen, AuszeichnungChartplatzierungen (Jahr, Titel, Album, Platzierungen, Wochen, Auszeichnungen, Anmerkungen) | Anmerkungen                                               |
| Jahr | Titel Album                                    | UK | US | Anmerkungen                                               |
| ---- | ---------------------------------------------- | --- | --- | --------------------------------------------------------- |
| 2014 | Take Ü There Skrillex and Diplo Present Jack Ü | UK63 (1 Wo.)UK | US— GoldUS | Erstveröffentlichung: 4. Oktober 2014 Jack Ü feat. Kiesza |

Weitere Gastbeiträge
- 2013: Triggerfinger (Donkeyboy feat. Kiesza)
- 2015: Last Night in the City (Duran Duran feat. Kiesza)
- 2015: Pain Told Love (Tribe Society feat. Kiesza)
- 2015: Teach Me (Joey Bada$$ feat. Kiesza)
- 2017: Don’t Want You Back (Bakermat feat. Kiesza)
- 2017: Hello Shadow (Skygge feat. Kiesza)
- 2019: All For You (Rynx feat. Kiesza)
- 2020: Bridged By A Lightwave (Deadmau5 & Kiesza)
- 2021: Drown In Me (Discrete, Ouse, Dylan Fuentes feat. Kiesza)

## Auszeichnungen für Musikverkäufe
| Goldene Schallplatte - Belgien - 2014: für die Single Hideaway - Neuseeland - 2016: für die Single Take Ü There Platin-Schallplatte - Australien - 2014: für die Single Hideaway - Brasilien - 2024: für die Single Hideaway - Dänemark - 2014: für das Streaming Hideaway - Neuseeland - 2025: für die Single Hideaway - Schweden - 2015: für die Single Hideaway | 3× Platin-Schallplatte - Italien - 2015: für die Single Hideaway |

Anmerkung: Auszeichnungen in Ländern aus den Charttabellen bzw. Chartboxen sind in ebendiesen zu finden.
| Land/RegionAuszeichnungen für Musikverkäufe (Land/Region, Auszeichnungen, Verkäufe, Quellen) | Gold     | Platin       | Verkäufe  | Quellen             |
| -------------------------------------------------------------------------------------------- | -------- | ------------ | --------- | ------------------- |
| Australien (ARIA)                                                                            | —        | Platin1      | 70.000    | aria.com.au         |
| Belgien (BRMA)                                                                               | Gold1    | —            | 15.000    | ultratop.be         |
| Brasilien (PMB)                                                                              | —        | Platin1      | 60.000    | pro-musicabr.org.br |
| Dänemark (IFPI)                                                                              | —        | Platin1      | —         | ifpi.dk             |
| Deutschland (BVMI)                                                                           | —        | Platin1      | 300.000   | musikindustrie.de   |
| Italien (FIMI)                                                                               | —        | 3× Platin3   | 90.000    | fimi.it             |
| Kanada (MC)                                                                                  | —        | 2× Platin2   | 160.000   | musiccanada.com     |
| Neuseeland (RMNZ)                                                                            | Gold1    | Platin1      | 37.500    | radioscope.co.nz    |
| Schweden (IFPI)                                                                              | —        | Platin1      | 40.000    | Einzelnachweise     |
| Schweiz (IFPI)                                                                               | Gold1    | —            | 15.000    | hitparade.ch        |
| Vereinigte Staaten (RIAA)                                                                    | 2× Gold2 | —            | 1.000.000 | riaa.com            |
| Vereinigtes Königreich (BPI)                                                                 | —        | 2× Platin2   | 1.200.000 | bpi.co.uk           |
| Insgesamt                                                                                    | 5× Gold5 | 13× Platin13 |           |                     |